# Image macro

Un meme sous forme d'image macro sur Wikipédia

Une image macro est un élément multimédia numérique comportant une image ou une œuvre d'art avec une forme de texte superposée. Le texte apparaît fréquemment en haut et en bas de l'image. Les images macro sont l'une des formes les plus courantes de mèmes Internet dans les années 2000. Les LOLcats, qui sont des images de chats expressifs associées à des textes, sont considérées comme la première occurrence notable d'images macro.

## Étymologie et utilisation
Le terme « images macro  » est né sur le forum Something Awful . Le nom dérive du fait que les « macros » est un court morceau de texte qu'un utilisateur pouvait saisir et que le forum développait dans le code d'une image prédéfinie[réf. nécessaire]. C'est lié au concept informatique de macro-instruction ; « une règle ou un modèle qui spécifie comment une certaine séquence d'entrée (souvent une séquence de caractères) doit être mappée sur une séquence de sortie (souvent également une séquence de caractères) selon une procédure définie ».

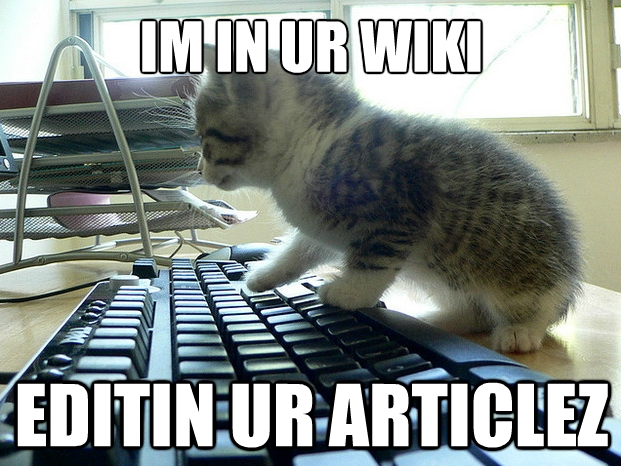
Wikicat.

À partir de 2007, les lolcats et autres images macro se sont répandus au-delà des communautés initiales qui les ont créés et sont devenus très populaires.

## Formats

Un format plus ancien et plus traditionnel pour les macros d'images.

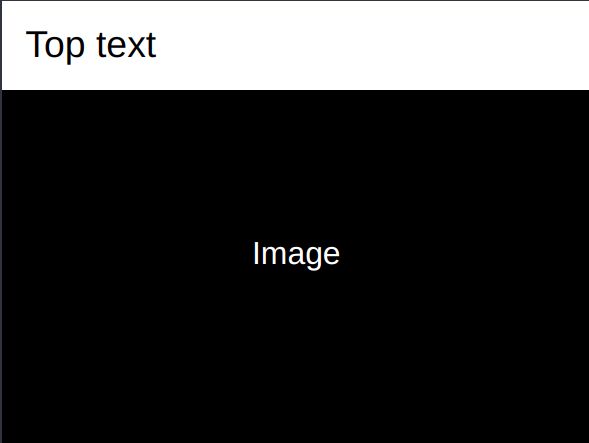
Un autre format d'image macro qui est devenu plus courant depuis le milieu des années 2010.

Existant sous de nombreuses formes, les macros d'image les plus courantes suivent un format commun.
1. Du texte, généralement un grand texte en Impact[3], centré en haut et en bas de l'image, généralement en majuscules. Des fautes d'orthographe exagérées et intentionnelles sont également fréquemment utilisées à des fins humoristiques.
2. Une image à placer derrière le texte. Ceux-ci sont généralement tirés d'un ensemble spécifique d'images qui sont comprises par de nombreux internautes, comme Bad Luck Brian. Cependant, en utilisant le style typographique mentionné ci-dessus, n’importe quelle image peut adopter le contexte ou l’esthétique d’une macro d’image.